# Ranunculus galeottii
Ranunculus galeottii är en ranunkelväxtart som beskrevs av Porphir Kiril Nicolai Stepanowitsch Turczaninow. Ranunculus galeottii ingår i släktet ranunkler, och familjen ranunkelväxter. Inga underarter finns listade i Catalogue of Life.